# Eco fotográfico

Eco fotográfico  publicou-se entre 1906 e 1913, tendo sido o seu primeiro título Echo photographico: jornal de propaganda photographica substituído, mais tarde por Jornal mensal de sport photographico. Surgiu numa época em que a fotografia se estava a generalizar, em que os postais já circulavam e as revistas como a Ilustração Portuguesa primavam pelas imagens fotográficas. Era sobretudo uma revista técnica, dirigida não só a profissionais mas também a fotógrafos amadores, este últimos  privilegiados com secções como o “ABC do fotógrafo amador”, “sugestões e concelhos”, “dicionário fotográfico” e a gratificante publicação de fotografias na  “galeria de amadores contemporâneos”. Estreitamente ligado ao Eco está o nome de Salvador Manoel Brum do Canto, ao qual se juntam, na edição e direção deste jornal José Nicolau Pombo e Soares de Andrade respetivamente.